# Championnat de la CONCACAF des moins de 20 ans 2015
Navigation
Championnat CONCACAF 2013 Championnat CONCACAF 2017
Le Championnat de la CONCACAF des moins de 20 ans 2015, vingt-cinquième édition du Championnat d'Amérique du Nord, centrale et Caraïbe de football des moins de 20 ans, réunit douze sélections de football d'Amérique du Nord, d'Amérique centrale et des Caraïbes affiliées à la CONCACAF. La compétition se déroule en Jamaïque du 9 au 24 janvier 2015.
La compétition sert aussi de phase qualificative pour quatre équipes pour la Coupe du monde des moins de 20 ans 2015, tenue en Nouvelle-Zélande du 30 mai au 20 juin 2015. Le Mexique, double tenant du titre après ses sacres en 2011 et 2013, conserve le trophée après avoir disposé du Panama en finale. En plus de ces deux équipes, les États-Unis et le Honduras sont également qualifiés pour la Coupe du monde des moins de 20 ans 2015.

## Équipes qualifiées
| Pays              | Qualification                                    | Date              | Participations                                                                          | Meilleur résultat          | Dernière participation (résultat obtenu) |
| ----------------- | ------------------------------------------------ | ----------------- | --------------------------------------------------------------------------------------- | -------------------------- | ---------------------------------------- |
| Jamaïque          | Hôte                                             | 23 juillet 2014   | +19,                                                                                    | Troisième (1) · 1970       | 2013 (Huitième)                          |
| Canada            | Automatique (NAFU)                               |                   | +20,                                                                                    | Vainqueur (2) · 1986, 1996 | 2013 (Sixième)                           |
| Mexique           | Automatique (NAFU)                               | +24,              | Vainqueur (12) · 1962, 1970, 1973, 1974, 1976, 1978, 1980, 1984, 1990, 1992, 2011, 2013 | 2013 (Vainqueur)           |                                          |
| États-Unis        | Automatique (NAFU)                               | +22,              | Finaliste (6) · 1980, 1982, 1986, 1992, 2009, 2013                                      | 2013 (Finaliste)           |                                          |
| Panama            | Tournoi qualificatif d'Amérique centrale (UNCAF) | 27 juillet 2014   | +9,                                                                                     | Quatrième (1) 2011         | 2013 (Cinquième)                         |
| Salvador          | Tournoi qualificatif d'Amérique centrale (UNCAF) | 29 juillet 2014   | +15,                                                                                    | Vainqueur (1) · 1964       | 2013 (Troisième)                         |
| Honduras          | Tournoi qualificatif d'Amérique centrale (UNCAF) | 29 juillet 2014   | +17,                                                                                    | Vainqueur (2) · 1982, 1994 | 2011 (Sixième)                           |
| Guatemala         | Tournoi qualificatif d'Amérique centrale (UNCAF) | 29 juillet 2014   | +17,                                                                                    | Deuxième (2) 1962, 1973    | 2011 (Troisième)                         |
| Trinité-et-Tobago | Tournoi qualificatif caribéen (CFU)              | 16 septembre 2014 | +18,                                                                                    | Deuxième (1) 1990          | 2011 (Neuvième)                          |
| Cuba              | Tournoi qualificatif caribéen (CFU)              | 16 septembre 2014 | +12,                                                                                    | Troisième (1) · 1973       | 2013 (Quatrième)                         |
| Haïti             | Tournoi qualificatif caribéen (CFU)              | 17 septembre 2014 | +7,                                                                                     | Cinquième (2) 2003, 2007   | 2013 (Neuvième)                          |
| Aruba             | Tournoi qualificatif caribéen (CFU)              | 17 septembre 2014 | +1,                                                                                     | Première participation     | Première participation                   |

## Villes et stades
En mars 2014, le secrétaire général de la CONCACAF, Enrique Sanz, invite les différentes nations de la confédérations à proposer leurs candidatures pour l'organisation du tournoi, la date limite étant le 14 avril 2014. Finalement, le 23 juillet suivant, la Jamaïque est désignée responsable pour la tenue du championnat, Kingston et Montego Bay accueillant toutes les rencontres de la compétition.
| Kingston | Montego Bay                |
| Independence Park | Montego Bay Sports Complex |
| Capacité : 35 000 | Capacité : 7 000           |
| |                            |
| [[Fichier:Jamaica location map.svg\|300px\|{{#if:\|{{{alt}}}\|Championnat de la CONCACAF des moins de 20 ans 2015 est dans la page Jamaïque.]]Kingston Montego Bay Championnat de la CONCACAF des moins de 20 ans 2015 (Jamaïque) |                            |

## Format de la compétition
Jusqu'à l'édition 2013, les équipes étaient réparties en quatre groupes de trois dans la phase de poules de la compétition, chaque équipe jouant ainsi un minimum de deux rencontres. En 2015, le format change pour intégrer seulement deux groupes de six équipes, permettant à tout qualifié de disputer au moins cinq parties. Ce nouveau format favorise ainsi le développement des jeunes joueurs en augmentant le nombre d'affrontements et donc le temps de jeu.
La phase finale, auparavant composée d'une phase à élimination directe avec des quarts de finale, des demi-finales et une finale et un match pour la troisième place, est supprimée. Désormais, la meilleure équipe du groupe A retrouve celle du groupe B en finale, les deux étant qualifiées pour la Coupe du monde des moins de 20 ans 2015. Les équipes classées deuxièmes et troisièmes de chaque groupe se retrouvent pour un barrage, le deuxième du groupe A affrontant le troisième du groupe B et le deuxième du groupe B le troisième du groupe A. Les deux vainqueurs sont également qualifiés pour le Mondial 2015, aucune troisième place n'est attribuée officiellement.

## Tirage au sort
Le tirage au sort a lieu le 30 octobre 2014 au Hilton Rose Hall Resort de Montego Bay, en Jamaïque. Le format du tirage est dévoilé deux jours avant où l'on apprend que les douze équipes sont réparties en trois chapeaux.
La Jamaïque est directement assignée au groupe A en raison de son statut d'hôte de la compétition.
Répartition des équipes avant le tirage au sort
| Équipe            |
| ----------------- |
| Jamaïque PO       |
| Aruba             |
| Cuba              |
| Haïti             |
| Trinité-et-Tobago |

| Équipe    |
| --------- |
| Salvador  |
| Guatemala |
| Honduras  |
| Panama    |

| Équipe     |
| ---------- |
| Canada     |
| Mexique T  |
| États-Unis |

Légende :

PO : Pays organisateur
T : Tenant du titre

## Phase de groupes

### Groupe A
|   | Équipe            | Pts | J | G | N | P | Bp | Bc | Diff |
| - | ----------------- | --- | - | - | - | - | -- | -- | ---- |
| 1 | Panama            | 15  | 5 | 5 | 0 | 0 | 9  | 0  | +9   |
| 2 | États-Unis        | 10  | 5 | 3 | 1 | 1 | 12 | 2  | +10  |
| 3 | Guatemala         | 10  | 5 | 3 | 1 | 1 | 6  | 2  | +4   |
| 4 | Trinité-et-Tobago | 4   | 5 | 1 | 1 | 3 | 7  | 7  | 0    |
| 5 | Jamaïque          | 2   | 5 | 0 | 2 | 3 | 2  | 7  | -5   |
| 6 | Aruba             | 1   | 5 | 0 | 1 | 4 | 1  | 19 | -18  |

| Journée 1      | Aruba   | 0 - 4   | Panama                                  | Independence Park, Kingston |                         |
| 9 janvier 2015 |         | (0 - 3) | 19e 51e Díaz · 30e Zorrilla · 36e Samms | Arbitrage : Dave Gantar     | Arbitrage : Dave Gantar |
| 9 janvier 2015 | Rapport |         |                                         | Arbitrage : Dave Gantar     | Arbitrage : Dave Gantar |

| Journée 1      | États-Unis         | 1 - 1   | Guatemala | Independence Park, Kingston |                            |
| 9 janvier 2015 | Carter-Vickers 59e | (0 - 0) | 90e Ruiz  | Arbitrage : Henry Bejarano  | Arbitrage : Henry Bejarano |
| 9 janvier 2015 | Rapport            |         |           | Arbitrage : Henry Bejarano  | Arbitrage : Henry Bejarano |

| Journée 1      | Jamaïque                    | 2 - 2   | Trinité-et-Tobago       | Independence Park, Kingston   |                               |
| 9 janvier 2015 | Smith 68e · Flemmings 90+4e | (0 - 2) | 7e Andrews · 15e Corbin | Arbitrage : Fernando Guerrero | Arbitrage : Fernando Guerrero |
| 9 janvier 2015 | Rapport                     |         |                         | Arbitrage : Fernando Guerrero | Arbitrage : Fernando Guerrero |

| Journée 2       | Trinité-et-Tobago                                                       | 5 - 1   | Aruba        | Independence Park, Kingston |                            |
| 11 janvier 2015 | Mitchell 3e 78e (pen.) · Andrews 16e · Corbin 29e (pen.) · Muckette 58e | (3 - 0) | 90+2e Homoet | Arbitrage : Armando Castro  | Arbitrage : Armando Castro |
| 11 janvier 2015 | Rapport                                                                 |         |              | Arbitrage : Armando Castro  | Arbitrage : Armando Castro |

| Journée 2       | Panama    | 1 - 0   | États-Unis | Independence Park, Kingston |                            |
| 11 janvier 2015 | Small 78e | (0 - 0) |            | Arbitrage : Yadel Martínez  | Arbitrage : Yadel Martínez |
| 11 janvier 2015 | Rapport   |         |            | Arbitrage : Yadel Martínez  | Arbitrage : Yadel Martínez |

| Journée 2       | Jamaïque | 0 - 1   | Guatemala  | Independence Park, Kingston |                          |
| 11 janvier 2015 |          | (0 - 1) | 27e Robles | Arbitrage : Marlon Mejia    | Arbitrage : Marlon Mejia |
| 11 janvier 2015 | Rapport  |         |            | Arbitrage : Marlon Mejia    | Arbitrage : Marlon Mejia |

| Journée 3       | Guatemala                       | 2 - 0   | Trinité-et-Tobago | Independence Park, Kingston |                         |
| 14 janvier 2015 | Watson 25e (csc) · Portillo 88e | (1 - 0) |                   | Arbitrage : Dave Gantar     | Arbitrage : Dave Gantar |
| 14 janvier 2015 | Rapport                         |         |                   | Arbitrage : Dave Gantar     | Arbitrage : Dave Gantar |

| Journée 3       | Aruba   | 0 - 8   | États-Unis                                                                                     | Independence Park, Kingston   |                               |
| 14 janvier 2015 |         | (0 - 6) | 16e 23e (pen.) 32e Gall · 18e Spencer · 26e Thompson · 30e Hyndman · 48e Jamieson · 84e Moreno | Arbitrage : Fernando Guerrero | Arbitrage : Fernando Guerrero |
| 14 janvier 2015 | Rapport |         |                                                                                                | Arbitrage : Fernando Guerrero | Arbitrage : Fernando Guerrero |

| Journée 3       | Jamaïque | 0 - 2   | Panama               | Independence Park, Kingston |                            |
| 14 janvier 2015 |          | (0 - 0) | 56e Samms · 86e Díaz | Arbitrage : Henry Bejarano  | Arbitrage : Henry Bejarano |
| 14 janvier 2015 | Rapport  |         |                      | Arbitrage : Henry Bejarano  | Arbitrage : Henry Bejarano |

| Journée 4       | Panama      | 1 - 0   | Trinité-et-Tobago | Independence Park, Kingston |                            |
| 18 janvier 2015 | Murillo 78e | (0 - 0) |                   | Arbitrage : Armando Castro  | Arbitrage : Armando Castro |
| 18 janvier 2015 | Rapport     |         |                   | Arbitrage : Armando Castro  | Arbitrage : Armando Castro |

| Journée 4       | Guatemala                | 2 - 0   | Aruba | Independence Park, Kingston |                            |
| 18 janvier 2015 | Estrada 42e · Bordon 60e | (1 - 0) |       | Arbitrage : Yadel Martínez  | Arbitrage : Yadel Martínez |
| 18 janvier 2015 | Rapport                  |         |       | Arbitrage : Yadel Martínez  | Arbitrage : Yadel Martínez |

| Journée 4       | Jamaïque | 0 - 2   | États-Unis                 | Independence Park, Kingston |                          |
| 18 janvier 2015 |          | (0 - 1) | 33e (pen.) 70e (pen.) Gall | Arbitrage : Marlon Mejia    | Arbitrage : Marlon Mejia |
| 18 janvier 2015 | Rapport  |         |                            | Arbitrage : Marlon Mejia    | Arbitrage : Marlon Mejia |

| Journée 5       | Panama   | 1 - 0   | Guatemala | Independence Park, Kingston |                       |
| 21 janvier 2015 | Díaz 65e | (0 - 0) |           | Arbitrage : Hugo Cruz       | Arbitrage : Hugo Cruz |
| 21 janvier 2015 | Rapport  |         |           | Arbitrage : Hugo Cruz       | Arbitrage : Hugo Cruz |

| Journée 5       | États-Unis   | 1 - 0 | Trinité-et-Tobago | Independence Park, Kingston |                        |
| 21 janvier 2015 | Jamieson 78e |       |                   | Arbitrage : Jhon Pitti      | Arbitrage : Jhon Pitti |
| 21 janvier 2015 | Rapport      |       |                   | Arbitrage : Jhon Pitti      | Arbitrage : Jhon Pitti |

| Journée 5       | Jamaïque | 0 - 0   | Aruba | Independence Park, Kingston |                          |
| 21 janvier 2015 |          | (0 - 0) |       | Arbitrage : Kimbell Ward    | Arbitrage : Kimbell Ward |
| 21 janvier 2015 | Rapport  |         |       | Arbitrage : Kimbell Ward    | Arbitrage : Kimbell Ward |

### Groupe B
|   | Équipe   | Pts | J | G | N | P | Bp | Bc | Diff |
| - | -------- | --- | - | - | - | - | -- | -- | ---- |
| 1 | Mexique  | 13  | 5 | 4 | 1 | 0 | 18 | 3  | +15  |
| 2 | Honduras | 10  | 5 | 3 | 1 | 1 | 11 | 9  | +2   |
| 3 | Salvador | 8   | 5 | 2 | 2 | 1 | 9  | 8  | +1   |
| 4 | Cuba     | 4   | 5 | 1 | 1 | 3 | 5  | 17 | -12  |
| 5 | Canada   | 3   | 5 | 1 | 0 | 4 | 8  | 11 | -3   |
| 6 | Haïti    | 3   | 5 | 0 | 3 | 2 | 7  | 10 | -3   |

| Journée 1       | Mexique                                                                                | 9 - 1   | Cuba | Montego Bay Sports Complex, Montego Bay |                        |
| 10 janvier 2015 | Díaz 1re 20e · Martínez 6e 65e (pen.) · Lozano 37e 40e · Ramírez 42e 47e · Márquez 70e | (6 - 1) |      | Arbitrage : Jhon Pitti                  | Arbitrage : Jhon Pitti |
| 10 janvier 2015 | Rapport                                                                                |         |      | Arbitrage : Jhon Pitti                  | Arbitrage : Jhon Pitti |

| Journée 1       | Honduras                    | 2 - 2   | Salvador                                | Montego Bay Sports Complex, Montego Bay |                       |
| 10 janvier 2015 | Róchez 6e (pen.) · Elis 28e | (2 - 0) | 84e Barahona · 90e (pen.) Villavicencio | Arbitrage : Hugo Cruz                   | Arbitrage : Hugo Cruz |
| 10 janvier 2015 | Rapport                     |         |                                         | Arbitrage : Hugo Cruz                   | Arbitrage : Hugo Cruz |

| Journée 1       | Haïti      | 1 - 3   | Canada                                 | Montego Bay Sports Complex, Montego Bay |                        |
| 10 janvier 2015 | Désiré 29e | (1 - 2) | 11e 18e Hamilton · 70e (pen.) Petrasso | Arbitrage : Leo Clarke                  | Arbitrage : Leo Clarke |
| 10 janvier 2015 | Rapport    |         |                                        | Arbitrage : Leo Clarke                  | Arbitrage : Leo Clarke |

| Journée 2       | Canada  | 0 - 2   | Mexique                   | Montego Bay Sports Complex, Montego Bay |                         |
| 12 janvier 2015 |         | (0 - 1) | 30e Lozano · 90+2e Pineda | Arbitrage : Oscar Reyna                 | Arbitrage : Oscar Reyna |
| 12 janvier 2015 | Rapport |         |                           | Arbitrage : Oscar Reyna                 | Arbitrage : Oscar Reyna |

| Journée 2       | Cuba    | 0 - 3   | Honduras                             | Montego Bay Sports Complex, Montego Bay |                                |
| 12 janvier 2015 |         | (0 - 0) | 60e Elis · 65e Suazo · 83e Benavídez | Arbitrage : Armando Villarreal          | Arbitrage : Armando Villarreal |
| 12 janvier 2015 | Rapport |         |                                      | Arbitrage : Armando Villarreal          | Arbitrage : Armando Villarreal |

| Journée 2       | Salvador          | 1 - 1   | Haïti             | Montego Bay Sports Complex, Montego Bay |                           |
| 12 janvier 2015 | Villavicencio 27e | (1 - 0) | 89e (pen.) Désiré | Arbitrage : Sandy Vásquez               | Arbitrage : Sandy Vásquez |
| 12 janvier 2015 | Rapport           |         |                   | Arbitrage : Sandy Vásquez               | Arbitrage : Sandy Vásquez |

| Journée 3       | Salvador                                        | 3 - 2   | Canada                  | Montego Bay Sports Complex, Montego Bay |                             |
| 15 janvier 2015 | Pérez 43e · Villavicencio 77e · Hernández 90+4e | (1 - 0) | 47e Boakai · 79e Froese | Arbitrage : Valdin Legister             | Arbitrage : Valdin Legister |
| 15 janvier 2015 | Rapport                                         |         |                         | Arbitrage : Valdin Legister             | Arbitrage : Valdin Legister |

| Journée 3       | Mexique                                   | 3 - 0   | Honduras | Montego Bay Sports Complex, Montego Bay |                        |
| 15 janvier 2015 | Díaz 15e (pen.) · Lozano 31e · Guzmán 89e | (2 - 0) |          | Arbitrage : Jhon Pitti                  | Arbitrage : Jhon Pitti |
| 15 janvier 2015 | Rapport                                   |         |          | Arbitrage : Jhon Pitti                  | Arbitrage : Jhon Pitti |

| Journée 3       | Haïti                          | 2 - 2   | Cuba                         | Montego Bay Sports Complex, Montego Bay |                       |
| 15 janvier 2015 | Fernander 57e · Cherenfant 79e | (0 - 1) | 28e Caballero · 90+2e Torres | Arbitrage : Hugo Cruz                   | Arbitrage : Hugo Cruz |
| 15 janvier 2015 | Rapport                        |         |                              | Arbitrage : Hugo Cruz                   | Arbitrage : Hugo Cruz |

| Journée 4       | Cuba         | 2 - 1   | Canada     | Montego Bay Sports Complex, Montego Bay |                           |
| 19 janvier 2015 | López 5e 40e | (1 - 0) | 53e Farmer | Arbitrage : Sandy Vásquez               | Arbitrage : Sandy Vásquez |
| 19 janvier 2015 | Rapport      |         |            | Arbitrage : Sandy Vásquez               | Arbitrage : Sandy Vásquez |

| Journée 4       | Salvador   | 1 - 3   | Mexique                                    | Montego Bay Sports Complex, Montego Bay |                                |
| 19 janvier 2015 | Moreno 89e | (0 - 0) | 62e Ramírez · 65e Díaz · 68e (pen.) Lozano | Arbitrage : Armando Villarreal          | Arbitrage : Armando Villarreal |
| 19 janvier 2015 | Rapport    |         |                                            | Arbitrage : Armando Villarreal          | Arbitrage : Armando Villarreal |

| Journée 4       | Haïti          | 2 - 3   | Honduras                            | Montego Bay Sports Complex, Montego Bay |                         |
| 19 janvier 2015 | Désiré 40e 69e | (1 - 2) | 5e Elis · 38e Chirinos · 72e Róchez | Arbitrage : Oscar Reyna                 | Arbitrage : Oscar Reyna |
| 19 janvier 2015 | Rapport        |         |                                     | Arbitrage : Oscar Reyna                 | Arbitrage : Oscar Reyna |

| Journée 5       | Cuba    | 0 - 2   | Salvador         | Montego Bay Sports Complex, Montego Bay |                         |
| 22 janvier 2015 |         | (0 - 0) | 57e 87e Barahona | Arbitrage : Dave Gantar                 | Arbitrage : Dave Gantar |
| 22 janvier 2015 | Rapport |         |                  | Arbitrage : Dave Gantar                 | Arbitrage : Dave Gantar |

| Journée 5       | Honduras                      | 3 - 2   | Canada                    | Montego Bay Sports Complex, Montego Bay |                               |
| 22 janvier 2015 | Róchez 23e 83e · Castillo 68e | (1 - 2) | 19e Bustos · 41e Hamilton | Arbitrage : Fernando Guerrero           | Arbitrage : Fernando Guerrero |
| 22 janvier 2015 | Rapport                       |         |                           | Arbitrage : Fernando Guerrero           | Arbitrage : Fernando Guerrero |

| Journée 5       | Haïti         | 1 - 1   | Mexique    | Montego Bay Sports Complex, Montego Bay |                           |
| 22 janvier 2015 | Saint-Vil 53e | (0 - 1) | 39e Laínez | Arbitrage : Sherwin Moore               | Arbitrage : Sherwin Moore |
| 22 janvier 2015 | Rapport       |         |            | Arbitrage : Sherwin Moore               | Arbitrage : Sherwin Moore |

## Phase finale

### Barrages de qualification
| 24 janvier 2015 | Guatemala   | 1 - 2   | Honduras                | Montego Bay Sports Complex, Montego Bay |                            |
|                 | Álvarez 74e | (0 - 1) | 39e Chirinos · 56e Elis | Arbitrage : Henry Bejarano              | Arbitrage : Henry Bejarano |
|                 | Rapport     |         |                         | Arbitrage : Henry Bejarano              | Arbitrage : Henry Bejarano |

| 24 janvier 2015 | États-Unis                | 2 - 0   | Salvador | Montego Bay Sports Complex, Montego Bay |                               |
|                 | Spencer 37e · Arriola 68e | (1 - 0) |          | Arbitrage : Fernando Guerrero           | Arbitrage : Fernando Guerrero |
|                 | Rapport                   |         |          | Arbitrage : Fernando Guerrero           | Arbitrage : Fernando Guerrero |

Les États-Unis et le Honduras sont qualifiés pour la Coupe du monde des moins de 20 ans 2015 en Nouvelle-Zélande.

### Finale
| 24 janvier 2015                | Panama             | 1 - 1 a. p.                        | Mexique      | Montego Bay Sports Complex, Montego Bay |                            |
|                                | Escobar 73e (pen.) | (0 - 0, 1 - 1, 1 - 1)              | 50e Martínez | Arbitrage : Yadel Martínez              | Arbitrage : Yadel Martínez |
|                                | Rapport            |                                    |              | Arbitrage : Yadel Martínez              | Arbitrage : Yadel Martínez |
| Díaz · Escobar · Samms · Small | Tirs au but 2 - 4  | Martínez · Díaz · Aguirre · Robles |              | Arbitrage : Yadel Martínez              | Arbitrage : Yadel Martínez |

| Vainqueur du Championnat de la CONCACAF des moins de 20 ans 2015 Mexique 13e titre |

## Classement final
|    | Équipe            | Pts | J | G | N | P | Bp | Bc | Diff | Final                       |
| -- | ----------------- | --- | - | - | - | - | -- | -- | ---- | --------------------------- |
| 1  | Mexique           | 14  | 6 | 4 | 2 | 0 | 19 | 4  | +15  | Champion                    |
| 2  | Panama            | 16  | 6 | 5 | 1 | 0 | 10 | 1  | +9   | Finaliste                   |
| 3  | États-Unis        | 13  | 6 | 4 | 1 | 1 | 14 | 2  | +12  | Vainqueurs de barrages      |
| 4  | Honduras          | 13  | 6 | 4 | 1 | 1 | 13 | 10 | +3   | Vainqueurs de barrages      |
| 5  | Guatemala         | 10  | 6 | 3 | 1 | 2 | 7  | 4  | +3   | Éliminé en barrages         |
| 6  | Salvador          | 8   | 6 | 2 | 2 | 2 | 9  | 10 | -1   | Éliminé en barrages         |
| 7  | Trinité-et-Tobago | 4   | 5 | 1 | 1 | 3 | 7  | 7  | 0    | Éliminé en phase de groupes |
| 8  | Cuba              | 4   | 5 | 1 | 1 | 3 | 5  | 17 | -12  | Éliminé en phase de groupes |
| 9  | Canada            | 3   | 5 | 1 | 0 | 4 | 8  | 11 | -3   | Éliminé en phase de groupes |
| 10 | Haïti             | 3   | 5 | 0 | 3 | 2 | 7  | 10 | -3   | Éliminé en phase de groupes |
| 11 | Jamaïque          | 2   | 5 | 0 | 2 | 3 | 2  | 7  | -5   | Éliminé en phase de groupes |
| 12 | Aruba             | 1   | 5 | 0 | 1 | 4 | 1  | 19 | -18  | Éliminé en phase de groupes |